# Bassstrædet
Bassstrædet er et 240 km bredt stræde, der ligger mellem Australien og Tasmanien.
Europæiske opdagelsesrejsende opdagede strædet i 1798, da Matthew Flinders fandt frem til det. Flinders opkaldt strædet efter den opdagelsesrejsende George Bass.
40°S 146°Ø / 40°S 146°Ø